# 旅立ちジェット
「旅立ちジェット」（たびだちジェット）は、大久保海太通算5枚目のシングル。2000年6月7日発売。発売元はアンティノス・レコード。

## 解説
TBS系『COUNT DOWN TV』のオープニング・テーマに起用されたナンバーで、リリースに向けてテレビコマーシャルが放送された。歩行者の大久保が車のボンネットに登り、運転手に向かってピースサインをするパターンなど、複数ヴァージョンがあり。CD帯のコピーは「自分の旅の凹凸は、自力（ジェット）で越えていくのです。」。
カップリング曲の「セキララ」は、野村佑香への提供曲。ファンのあいだではセルフカヴァーの要望が高かったナンバーであった。
CDパッケージでの販売は終了しているが、音楽配信サービスでの購入が可能（2008年現在）。

## 収録曲
1. 旅立ちジェット （4:25）
  - 作詞・作曲: 大久保海太
2. セキララ （6:02）
  - 作詞・作曲: 大久保海太

※編曲者の表記はなし。

## 関連作品
- 旅立ちジェット
ギン
- セキララ
アルバム未収録